# Wald (Allgäu)
Wald é um município da Alemanha, situado no distrito da Algóvia Oriental, no estado da Baviera. Tem 17,97 km² de área, e sua população em 2019 foi estimada em 1 156 habitantes.